# Clonopsis
Clonopsis là một chi bọ que trong họ Bacillidae.

## Các loài
- Clonopsis algerica (Pantel, 1890)
- Clonopsis felicitatis Scali & Milani, 2009
- Clonopsis gallica (Charpentier, 1825)
- Clonopsis maroccana Bullini & Nascetti, 1987
- Clonopsis soumiae Scali & Milani, 2009